# Sant Martí de la Corriu
Sant Martí de la Corriu és una església romànica del municipi de Guixers, a la comarca del Solsonès. És un monument protegit com a Bé Cultural d'Interès Local

## Situació
L'església es troba al nucli de La Corriu, entitat de població de Guixers. S'hi accedeix fàcilment per la carretera secundària, asfaltada i ben senyalitzada, que surt al km. 23,9 (42° 7′ 42″ N, 1° 39′ 54″ E / 42.12833°N,1.66500°E) de la carretera de Berga a Sant Llorenç de Morunys, a la dreta, un cop passat el Pont de Valls. Aquesta carretera mena a Santa Maria de Puig-aguilar i continua, ja com pista de terra molt dolenta, vers Vilacireres i Gósol. Als 4,5 km (42° 9′ 3″ N, 1° 39′ 23″ E / 42.15083°N,1.65639°E) cal deixar-la i prendre la de l'esquerra, també asfaltada. Recorreguts uns 800 metres, s'arriba a Sant Martí.

## Descripció

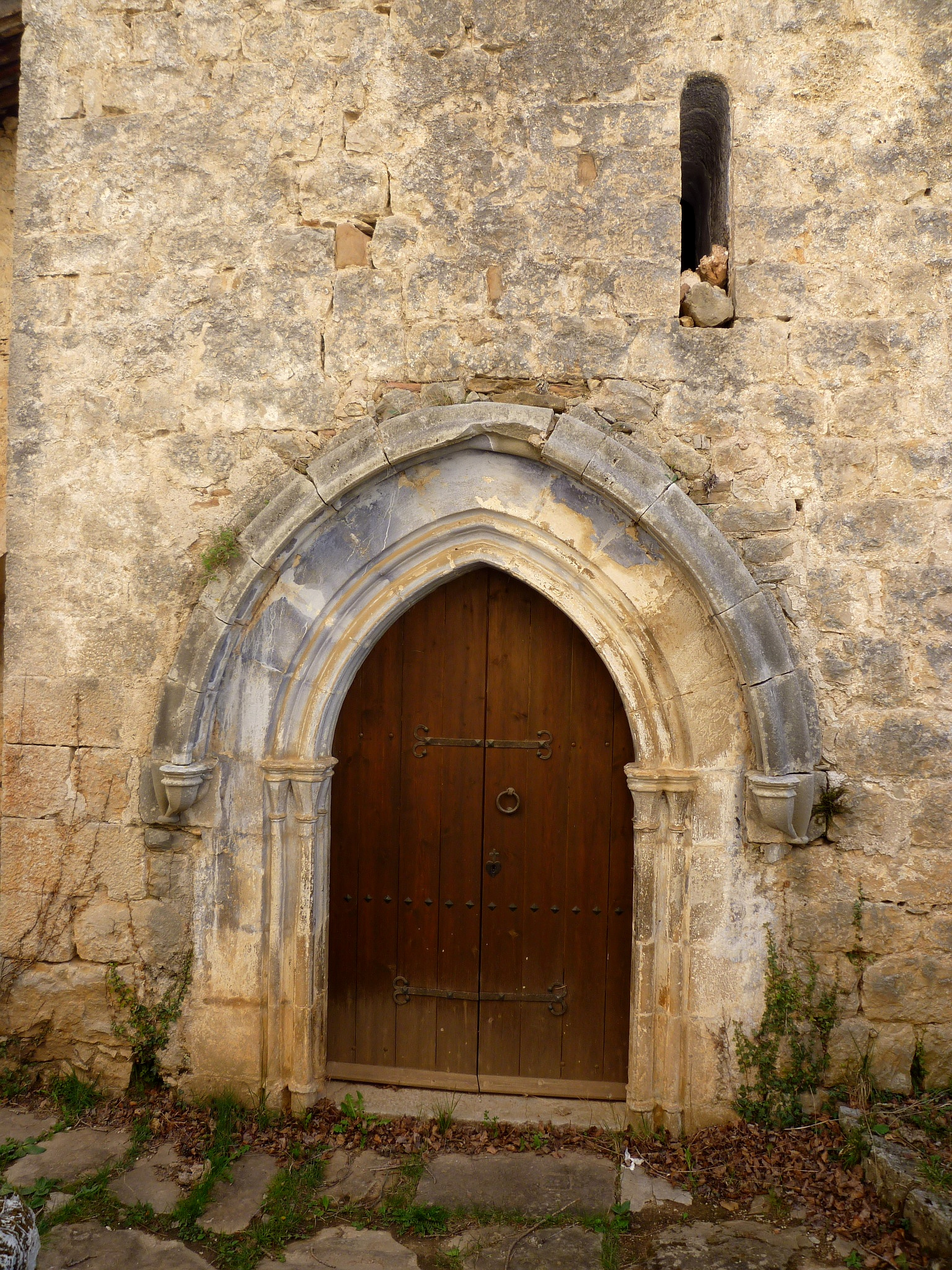
Portalada gòtica

Aquesta església ha patit diverses mutilacions i afegits al llarg del temps. A la capçalera de l'absis original se'n va construir un altre, també quadrat. Al cantó nord hi ha l'afegit d'una capella, una sagristia i un campanar d'espadanya amb dues finestres d'arc de mig punt. Al frontis, refet de nou, hi ha una gran portalada gòtica que conserva encara la ferramenta de la portalada romànica. Aquests ferros estan força malmesos; el motiu és una estreta cinta horitzontal acabada en dues volutes, combinada amb un altre semblant, però més curta i creuant-ne verticalment, també hi ha algunes petites incisions en aquestes cintes. És segurament una obra d'un artesà popular.
De les finestres originals només en queda una al mur meridional, les altres dues existents són posteriors; totes tres tenen una llinda monolítica on s'ha retallat un arc de mig punt. La finestra que està oberta a l'absis original és d'una esqueixada una altra és de dues esqueixades i l'altre és de parets paral·leles.
Al mur oest de la capella afegida hi ha una escala adossada que puja fins a la coberta. A l'interior les voltes són apuntades, igual que els arcs de les capelles i els dos preabsidals en degradació que substitueixen l'antic mur de l'absis primitiu i que donen pas a l'absis nou. L'interior és enguixat i repintat. La coberta és a dos vessants.
A les golfes de l'església, formant part d'una paret, es conserva un bloc de pedra rectangular, aprofitat d'una altra construcció. En ell es pot observar un relleu molt desgastat i de formes tosques. Es representen tres espais. En el primer, sota un arc de mig punt, sembla haver-hi una Mare de Déu amb el Nen al costat esquerre. Al mig, en un arc de mig punt de doble llum que l'anterior, hi ha dues figures de costat. Per acabar, inscrit dins d'un rectangle, hi ha un sarcòfag vist des de dalt i una figura, molt més petit que aquest, dintre. Aquest relleu es pot posar en relació amb altre de la portalada de Santa Maria de Puig-aguilar; en aquest cas és més complex però presenta les mateixes limitacions tècniques i la incapacitat d'ordenar els motius. En el santuari també es representa un sarcòfag amb un cos a l'interior i la representació de la Mare de Déu amb el Nen; potser tenen relació amb rituals funeraris, podria tractar-se d'un ex-vot ofert a causa de la mort d'un infant, tot i que és poc clar.

## Notícies històriques
Es troba dins de l'antic terme del Castell de Sisquer, al lloc de la Corriu. Tingué ja d'antic una funció parroquial que avui ha perdut. Entre els anys 872-879, quan el Comte Guifré i els bisbes de la Seu d'Urgell, Galderic organitzaren les parròquies de la vall del Lord no figura encara com a parròquia. En canvi als segles x i xi ja figura com a tal a l'acta apòcrifa de Consagració a la Seu d'Urgell. Al segle x també apareix esmentada en la dotació del monestir de Sant Pere de Graudescales. No sabem si també hi estava compresa l'església. Al segle xiv encara manté les funcions parroquials que perd en temps moderns a causa del despoblament. La similitud entre els relleus d'aquesta església i la de Puig-Aguilar, i la proximitat geogràfica, fa pensar en la mà d'un mateix autor, popular, i una mateixa datació al segle xiii. Investigant sobre el bloc de pedra, trobem que en l'enciclopèdia del Romànic català, es descriu malament la seva situació; no es troba al brancal esquerre de la porta, sinó que està situat a dalt a les golfes de l'església formant part d'una paret.